# Regeringsformatie België 2010-2011

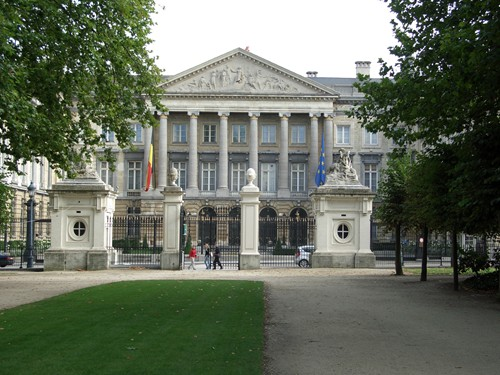
Het Belgische Federale Parlement in Brussel

Na de verkiezingen voor het federale parlement in België op 13 juni 2010 ging de formatie van een nieuwe federale regering van start.
De vervroegde verkiezingen schiepen de mogelijkheid om vier jaar lang te werken aan de staatshervorming zonder dat er verkiezingen zijn. De regionale, Europese en federale verkiezingen vielen in 2014 samen, wat in 2010 de kans bood om een regering met grotere stabiliteit te vormen (meerderheidspartijen lijden dan niet aan profileringsdrang).
Deze formatie was de langstdurende formatie in de geschiedenis van België en duurde 541 dagen. Het Belgische record van 194 dagen werd op 25 december 2010 verbroken, en stond op naam van de formatie die de Regering-Verhofstadt III in 2007 inluidde. Op 8 januari 2011 volgde ook het Europese record van 208 dagen dat op naam van Nederland stond. De krant De Tijd bracht het verhaal dat in 2003 de regeringsvorming in Cambodja 353 dagen had geduurd. Dat cijfer werd op 1 juni 2011 overschreden. Inmiddels was de formatie al erkend als langste formatie aller tijden door het Guinness Book of Records. De hele tijd bestuurde de regering-Leterme II het land in lopende zaken. De formatie werd uiteindelijk na 541 dagen op 6 december 2011 afgerond met de eedaflegging van de regering-Di Rupo.

## Mogelijke coalities
De mogelijke coalitievorming leek aanvankelijk sterk beïnvloed te worden door de bestaande regionale coalities.
- Vlaamse regering: CD&V + sp.a + N-VA
- Waalse regering: PS + cdH + Ecolo
- Franse Gemeenschapsregering: PS + cdH + Ecolo
- Brusselse Hoofdstedelijke Regering: CD&V-cdH + PS + Open Vld + Ecolo-Groen! (in mindere mate)

Vlaams Belang en FN zitten in een cordon sanitaire en zijn dus geen mogelijke coalitiepartners. Weinig partijen gunnen Lijst Dedecker een regeringsdeelname en het verlies van de partij tot 1 zetel is deze partij door haar marginaliteit te verwaarlozen, net zoals de Personenpartij. De beide socialistische partijen pleiten voor een voortzetting van de regionale coalities.
Nadat N-VA in juli 2011 geen heil zag in de formatievoorstellen van formateur Elio Di Rupo, besloten de socialistische (PS en sp.a), christendemocratische (CD&V en cdH), groene (Ecolo en Groen!) en liberale (MR en Open Vld) partijen zonder N-VA verder te onderhandelen. De deelname van N-VA aan de regering werd daardoor onwaarschijnlijk. Op 13 oktober werden de groene partijen, Groen! en Ecolo, op vraag van Open Vld en CD&V uit de regeringsonderhandelingen geweerd, net na het afronden van de communautaire onderhandelingen. De groenen verklaarden de gemaakte communautaire akkoorden wel loyaal te zullen steunen, zodat een tweederdemeerderheid kan bereikt worden.
Volgens de Minimum Range-theorie zullen partijen een coalitie nastreven met ideologisch gelijkgezinde partijen. Volgens de Smallest Winning Coalition-theorie zullen coalities een zo klein mogelijke meerderheid van zetels hebben: zo dicht mogelijk bij 76 zetels voor een gewone meerderheid en zo dicht mogelijk bij 100 zetels voor een tweederdemeerderheid.
- gewone meerderheid: 76 zetels Kamer + 36 zetels Senaat
- constituante (2/3de): 100 zetels Kamer + 47 zetels Senaat

| Coalitiepartijen                               | Coalitiepartijen | Coalitiepartijen | Coalitiepartijen     | Coalitiepartijen             | Coalitiepartijen | Coalitiepartijen | Coalitiepartijen | Coalitiepartijen | Coalitiepartijen   | Mogelijke coalities  | Mogelijke coalities   | Mogelijke coalities |
| Nederlandstalige                               | Nederlandstalige | Nederlandstalige | Nederlandstalige     | Nederlandstalige             | Franstalige      | Franstalige      | Franstalige      | Franstalige      | Franstalige        | Kamerzetels (op 150) | Senaatszetels (op 71) | Moeilijkheden |
| ---------------------------------------------- | ---------------- | ---------------- | -------------------- | ---------------------------- | ---------------- | ---------------- | ---------------- | ---------------- | ------------------ | -------------------- | --------------------- | --- |
| Klassieke Tripartite                           |                  |                  |                      |                              |                  |                  |                  |                  |                    |                      |                       | |
|                                                |                  |                  | sp.a, CD&V, Open Vld | sp.a, CD&V, Open Vld         |                  |                  |                  | PS, cdH, MR      | PS, cdH, MR        | 96                   | 45                    | Geen meerderheid aan Vlaamse zijde en de groene familie moet dan in de oppositie de staatshervorming steunen. |
| Regering van nationale eenheid                 |                  |                  |                      |                              |                  |                  |                  |                  |                    |                      |                       | |
|                                                |                  |                  |                      | sp.a, CD&V, Open Vld, Groen! |                  |                  |                  |                  | PS, cdH, MR, Ecolo | 109                  | 51                    | Zonder de grote winnaar van de verkiezingen N-VA. Enkel nog de separatistische partijen, LDD en PP in de oppositie. |
| Verkeerslichtcoalitie + N-VA                   |                  |                  |                      |                              |                  |                  |                  |                  |                    |                      |                       | |
|                                                |                  |                  |                      | sp.a, CD&V, Groen!, N-VA     |                  |                  |                  | PS, cdH, Ecolo   | PS, cdH, Ecolo     | 105                  | 51                    | Groen! is een oppositiepartij in het Vlaams Parlement. 7 ministerportefeuilles verdelen onder 4 partijen is moeilijk aangezien N-VA geen staatssecretarissen in de volgende regering wil.                                         |
| Roomsrood + N-VA                               |                  |                  |                      |                              |                  |                  |                  |                  |                    |                      |                       | |
|                                                |                  |                  | sp.a, CD&V, N-VA     | sp.a, CD&V, N-VA             |                  |                  | PS, cdH          | PS, cdH          | PS, cdH            | 92                   | 44                    | De groene familie moet dan in de oppositie de staatshervorming steunen. Ecolo zou uit de regionale regeringen kunnen stappen of gezet worden.                                                                                     |
| Afspiegelingscoalitie                          |                  |                  |                      |                              |                  |                  |                  |                  |                    |                      |                       | |
|                                                |                  |                  | sp.a, CD&V, N-VA     | sp.a, CD&V, N-VA             |                  |                  |                  | PS, cdH, Ecolo   | PS, cdH, Ecolo     | 100                  | 49                    | Ecolo eist dat Groen! in de coalitie zit. Erg krappe 2/3-meerderheid. Milquet werkt liever niet in "2 sporen" en Gennez trad haar later bij en wil met een 2/3de-meerderheid werken.                                              |
| Vlaamse Coalitie + Waalse klassieke tripartite |                  |                  |                      |                              |                  |                  |                  |                  |                    |                      |                       | |
|                                                |                  |                  | sp.a, CD&V, N-VA     | sp.a, CD&V, N-VA             |                  |                  |                  | PS, cdH, MR      | PS, cdH, MR        | 110                  | 52                    | |
| Paars-groen + N-VA                             |                  |                  |                      |                              |                  |                  |                  |                  |                    |                      |                       | |
|                                                |                  |                  |                      | sp.a, Open Vld, Groen!, N-VA |                  |                  |                  | PS, MR, Ecolo    | PS, MR, Ecolo      | 110                  | 54                    | Asymmetrisch met regionale regeringen. |
| Klassieke tripartite + N-VA                    |                  |                  |                      |                              |                  |                  |                  |                  |                    |                      |                       | |
|                                                |                  |                  |                      | sp.a, CD&V, Open Vld, N-VA   |                  |                  |                  | PS, cdH, MR      | PS, cdH, MR        | 123                  | 59                    | PS zou hierbij Ecolo uit de regionale regeringen kunnen zetten, er moeten dan 3 nieuwe regeerakkoorden gesloten worden (Brussel, Wallonië, Franstalige gemeenschap). Te grote meerderheid, enkel Groenen en VB nog als oppositie. |
| Leterme II + N-VA                              |                  |                  |                      |                              |                  |                  |                  |                  |                    |                      |                       | |
|                                                |                  |                  | Open Vld, CD&V, N-VA | Open Vld, CD&V, N-VA         |                  |                  |                  | PS, cdH, MR      | PS, cdH, MR        | 110                  | 51                    | Dit is een voortzetting van de vorige regering maar dan wel met N-VA. Dit zou betekenen dat de groene familie en de sp.a uit de boot zouden vallen. De PS wil echter niet zonder sp.a voort onderhandelen.                        |

## Voorbereidingen
Zoals gebruikelijk begon koning Albert II de dag na de verkiezingen, 14 juni, met zijn consultatieronde. De eerste politicus die hem bezocht was ontslagnemend premier Yves Leterme (CD&V), daarna volgden Kamervoorzitter Patrick Dewael (Open Vld) en Senaatsvoorzitter Armand De Decker (MR).
Diezelfde dag nog, in de namiddag, nodigde hij de overwinnaars van de verkiezingen uit beide landsdelen uit. Eerst Bart De Wever (N-VA) en daarna Elio Di Rupo (PS). Ook alle andere partijvoorzitters (met uitzondering van Vlaams Belang) kwamen bij de koning langs.

## Verloop van de formatie

### Informateur De Wever (17 juni 2010 tot 8 juli 2010)

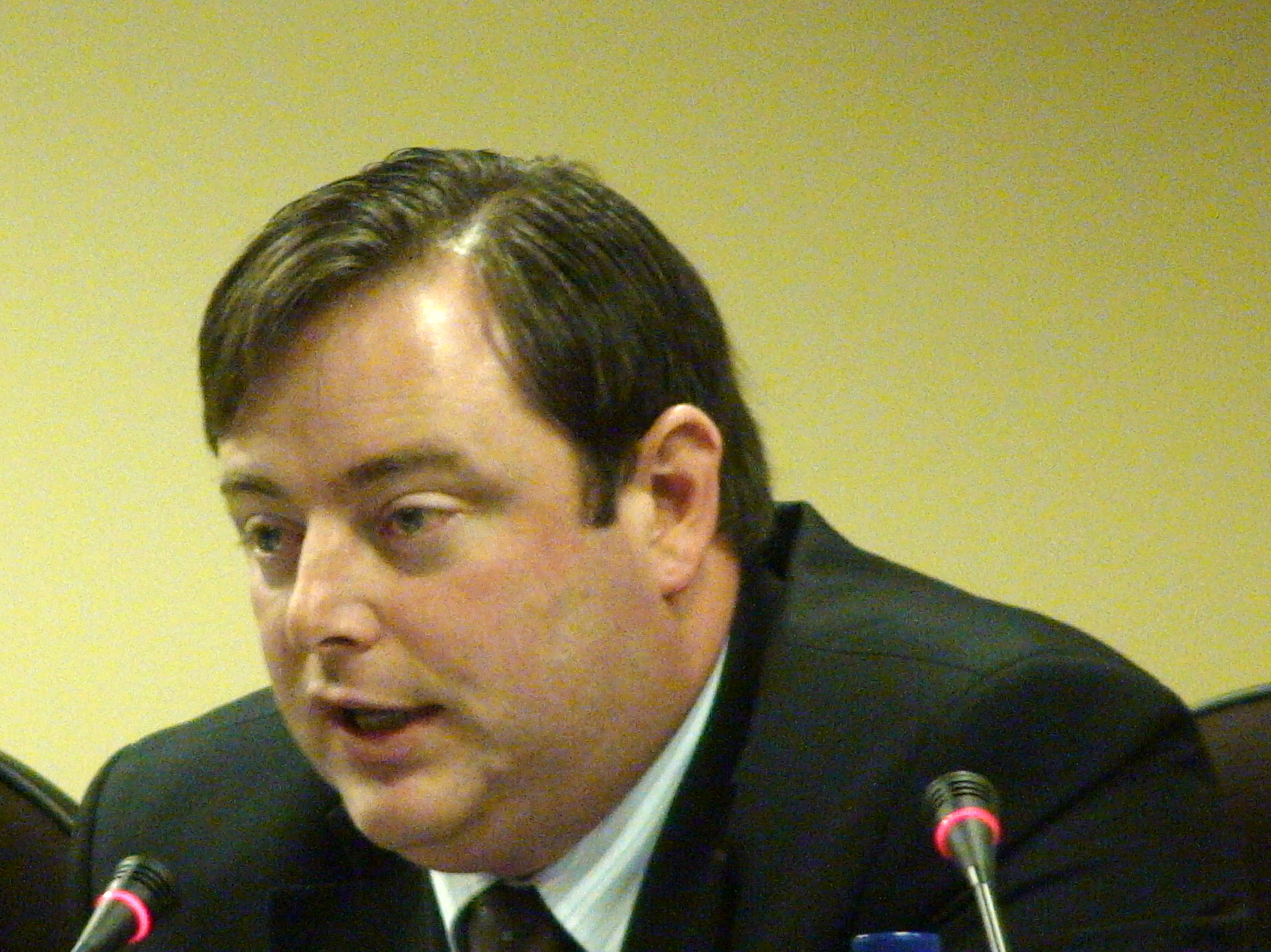
Bart De Wever

Op 17 juni 2010 werd Bart De Wever door Albert II tot informateur benoemd. De Wever zou samen gaan zitten "met de vertegenwoordigers van de belangrijkste politieke, sociaaleconomische en maatschappelijke actoren in onze samenleving." Hij zal zijn gesprekspartners confronteren met drie essentiële vraagstukken:
- Hoe pakken we de financiële problemen van het land aan?
- Hoe kunnen we institutionele hervormingen doorvoeren?
- Hoe kunnen we ons sociaal en economisch weefsel versterken?

Daarna wilde hij de algemene lijnen uittekenen voor een akkoord voor de vorming van een regering.
Op maandag 21 juni begon De Wever zijn gesprekken. Kamervoorzitter Patrick Dewael was de eerste die door de informateur ontvangen werd, daarna volgden Senaatsvoorzitter Armand De Decker en Guy Quaden, gouverneur van de Nationale Bank. In de namiddag kwam ontslagnemend premier Yves Leterme op bezoek.
Een dag later ontving De Wever de ministers-presidenten van de deelstaten. Als eerste was Vlaams minister-president Kris Peeters aan de beurt. Daarna kwam Rudy Demotte, zowel minister-president van de Waalse regering als van de Franse Gemeenschapsregering, langs. Ook Charles Picqué, minister-president van de Brusselse regering, werd door De Wever uitgenodigd. Ten slotte was Karl-Heinz Lambertz, minister-president van de Duitstalige Gemeenschap, aan de beurt.
Op 8 juli 2010 maakte De Wever zijn verslag over aan de koning en vroeg om uit zijn opdracht te worden ontheven, wat de koning inwilligde. Hij stelde dat hij overeenkomsten had gevonden tussen de verschillende partijen die in aanmerking kwamen voor een coalitie en vroeg de koning het initiatief te nemen om die overeenkomsten verder uit te diepen.

### Preformateur Di Rupo (8 juli 2010 tot 3 september 2010)

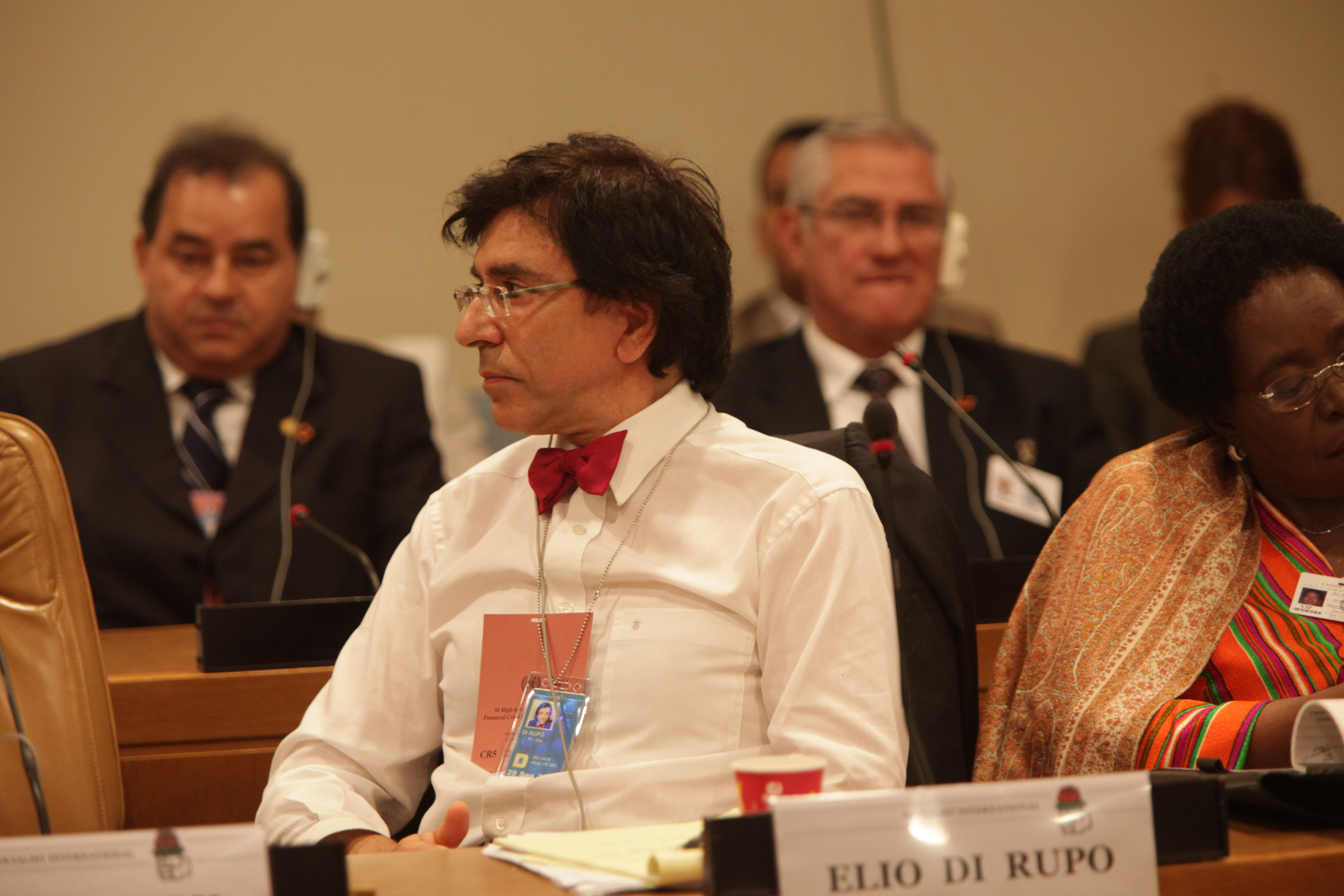
Elio Di Rupo

Enkele uren nadat Bart De Wever door de koning van zijn informatieopdracht ontheven was, werd Elio Di Rupo aangeduid als preformateur. Hij moest de standpunten uitdiepen en alles klaarmaken voor de echte formatie. Belangrijke vraagstukken hierbij waren de tweederdemeerderheid die nodig was om een staatshervorming door te voeren en of de groenen mochten deelnemen aan de regering. N-VA wilde Groen! liever niet in de regering, terwijl haar Franstalige zusterpartij Ecolo niet zonder de Vlaamse groenen in een regering wilden stappen. Op 27 juli 2010 kwamen N-VA, PS, sp.a, CD&V, cdH, Ecolo en Groen!, de zeven partijen die over een staatshervorming wilden praten, voor het eerst bijeen. Drie dagen later, op 30 juli, werd de opdracht van Di Rupo verlengd, waarna die aankondigde de onderhandelingen een week stil te leggen. 
Op 11 augustus werden de onderhandelingen hervat en op 18 augustus kreeg de preformateur van de koning de opdracht om zijn missie voort te zetten. Hij moest twee domeinen uitdiepen: de autonomie en de responsabilisering van de deelstaten voor hun nieuwe bevoegdheden en de financiering van de federale staat. Op 24 augustus sloten de onderhandelaars een principeakkoord over de herziening van de financieringswet, waarin onder andere werd afgesproken dat geen enkele deelstaat mocht verarmen. Dezelfde avond werd er gepraat over het splitsen van de kieskring Brussel-Halle-Vilvoorde (BHV) en de hervorming en de financiering van het Brussels Hoofdstedelijk Gewest. Twee dagen later liepen de onderhandelingen vast, nadat de Vlaamse partijen de herfinanciering van Brussel aan de herziening van de financieringswet koppelden.
Op 28 augustus legde Di Rupo een nieuw voorstel op tafel over Brussel en BHV, waarbij de herfinanciering van het Brussels Hoofdstedelijk Gewest voor een deel aan de financieringswet werd gekoppeld. Sp.a wilde verder onderhandelen op basis van de afspraken die op tafel lagen, Groen! ging akkoord met de voorstellen van Di Rupo, evenals de Franstalige partijen, maar N-VA en CD&V gingen niet akkoord met de voorstellen van Di Rupo. Daarom bood hij op 29 augustus 2010 zijn ontslag aan koning Albert aan, die dit echter weigerde. 
Na de sociale partners te hebben ontvangen en bilateraal overleg te hebben gepleegd met de zeven partijen rond de onderhandelingstafel, gaf Di Rupo op 3 september zijn ultieme voorstel af aan de onderhandelende partijen. Dat bleek echter een bijgewerkte versie te zijn van het voorstel dat hij op 28 augustus op tafel had gelegd. Hij kreeg opnieuw een "neen" van N-VA en CD&V. Zij vonden dat het voorstel niet ver genoeg ging en dat er te weinig garanties waren dat de financieringswet niet op de lange baan geschoven zou worden. Daarop vertrok Di Rupo meteen naar de koning om voor de tweede keer in bijna een week zijn ontslag aan te bieden. De koning hield het ontslag in beraad en begon meteen aan nieuwe consultaties. Als eerste kwam CD&V-voorzitter Wouter Beke, daarna Joëlle Milquet (cdH), Jean-Michel Javaux (Ecolo), Caroline Gennez (sp.a), Wouter Van Besien (Groen!) en als laatste Bart De Wever (N-VA).

### Bemiddelaars Pieters en Flahaut (4 september 2010 tot 5 oktober 2010)
Na zijn consultaties met de partijvoorzitters kwamen Kamervoorzitter André Flahaut (PS) en Senaatsvoorzitter Danny Pieters (N-VA) op 4 september 2010 onverwachts aan op het paleis in Laken. Zij werden door de koning als bemiddelaars aangesteld. Zij moesten de ruziënde partijen verzoenen en het vertrouwen opnieuw herstellen. Vanaf dit moment was Elio Di Rupo ook officieel preformateur af. De onderhandelingen gingen echter wel onverminderd verder. Vanaf 7 september hielden de bemiddelaars overleg met de betrokken partijvoorzitters. Op 20 september kwamen de bemiddelaars met Elio Di Rupo en Bart De Wever overeen om een zogeheten high-levelwerkgroep over de financieringswet op te richten. Deze werkgroep, onder leiding van Waals PS-minister Jean-Claude Marcourt en N-VA-Kamerfractieleider Jan Jambon, bracht op 1 oktober een tussentijds verslag uit aan de bemiddelaars. Op 3 oktober verklaarden de Franstalige partijen dat er onvoldoende elementen op tafel lagen om tot een compromis te komen en de dag nadien liet N-VA-voorzitter Bart De Wever weten dat hij de onderhandelingen van nul wilde laten herbeginnen. Flahaut en Pieters kwamen vervolgens tot de vaststelling dat de onderhandelingen niet heropgestart konden worden en de dag nadien werden ze door de koning van hun opdracht ontheven.

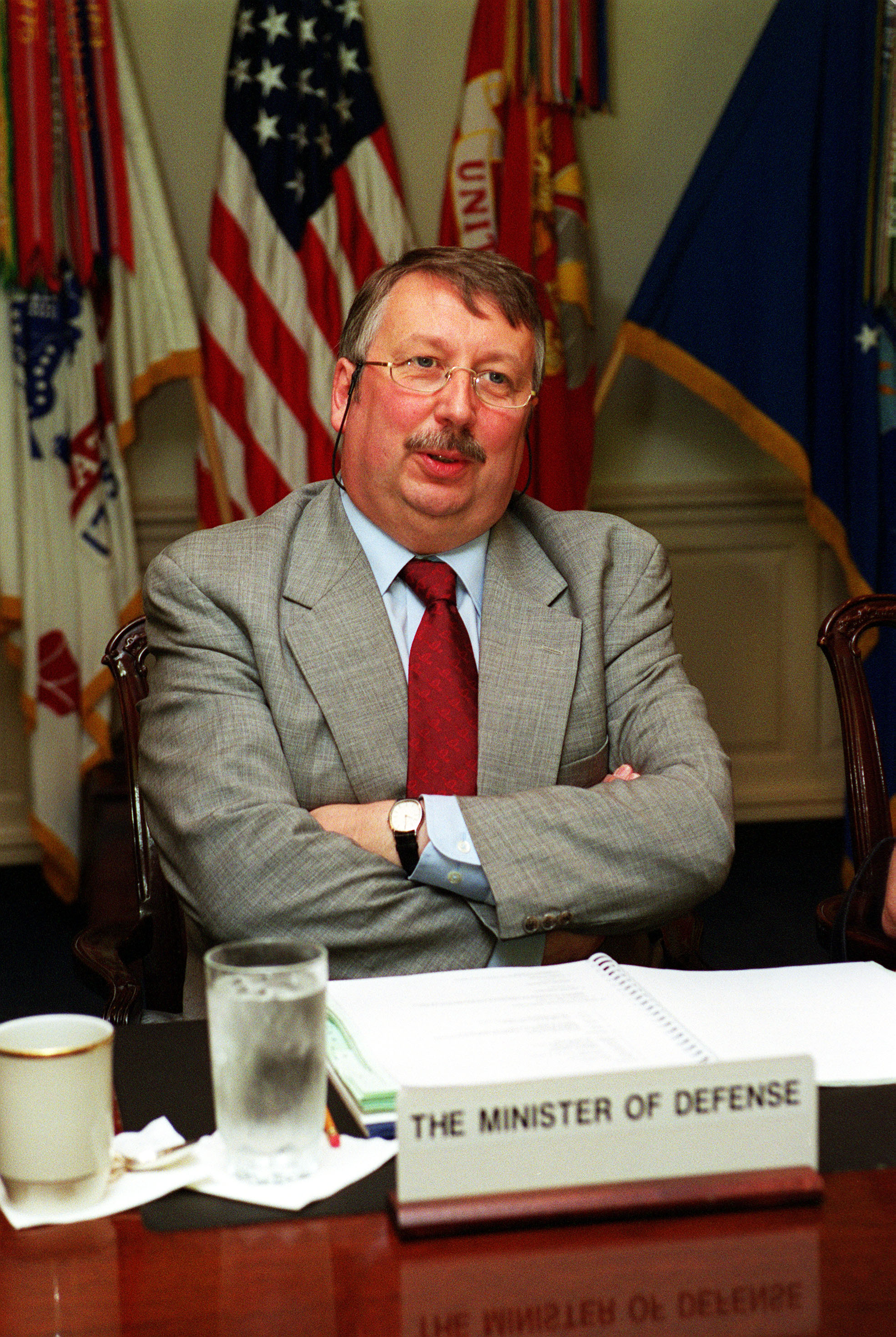
André Flahaut

### Verduidelijker De Wever (8 oktober 2010 tot 18 oktober 2010)
Op 8 oktober gaf koning Albert een verduidelijkingsopdracht aan Bart De Wever. Die moest op 10 dagen tijd proberen om de standpunten van de  onderhandelende partijen dichter bij elkaar te brengen.
Het compromisvoorstel dat De Wever op 17 oktober aan de zeven partijen voorlegde, werd echter slecht onthaald en binnen een dag verworpen door de Franstalige partijen (PS, cdH & Ecolo). De dag nadien werd hij dan ook van zijn opdracht ontheven.

### Bemiddelaar Vande Lanotte (21 oktober 2010 tot 26 januari 2011)

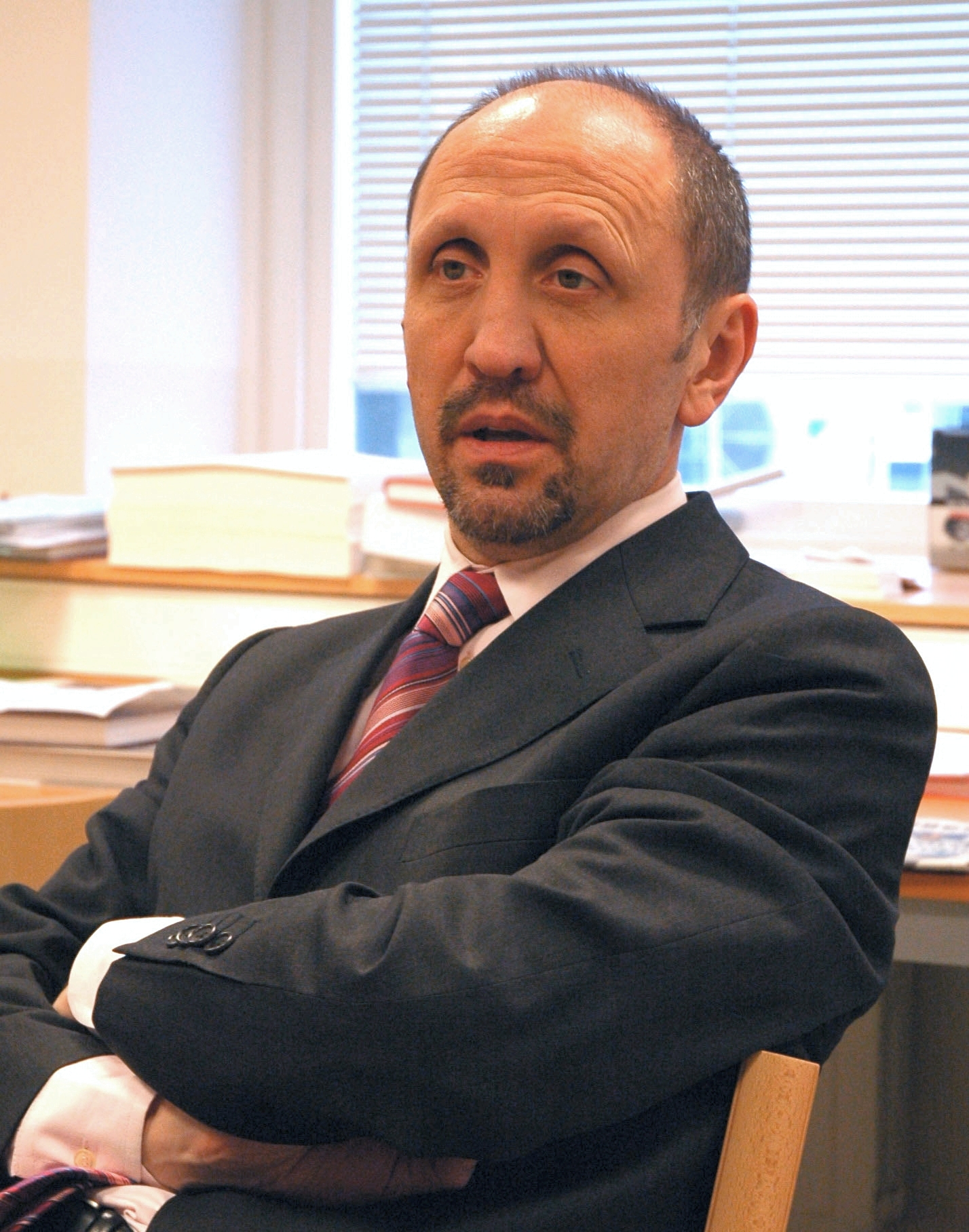
Johan Vande Lanotte

Op 21 oktober 2010 werd Johan Vande Lanotte aangesteld tot bemiddelaar (door sommige commentatoren 'reanimator' genoemd). Hij kreeg van de koning een drieledige opdracht mee:
- het herstellen van het vertrouwen tussen de zeven partijen
- op basis van de koninklijke verduidelijker Bart De Wever, de bemiddelaars en de preformateur Elio Di Rupo verschillende hypothesen aangaande de financieringswet testen, teneinde de financiële gevolgen te voorspellen, in samenwerking met de Nationale Bank en het Planbureau
- alle andere domeinen behandeld door de zeven partijen onder ogen nemen.

Op 15 november kregen de zeven onderhandelende partijen van de Nationale Bank en het Planbureau de simulaties van hun voorstellen voor een nieuwe financieringswet, waarna Vande Lanotte op 24 november een eerste nota overhandigde aan de partijen. Daarin stelde hij onder andere voor dat de gewesten een deel van de personenbelasting op eigen tarief konden vastleggen. De Franstalige partijen wezen onderhandelingen over deze nota niet af, maar vroegen wel verduidelijkingen aan de bemiddelaar. Op 9 december schortte Vande Lanotte om familiale redenen zijn werkzaamheden enkele dagen op, waarna hij op 14 december aan de partijen een nota presenteerde rond fiscale autonomie voor de deelstaten. Eind december kondigde de bemiddelaar aan dat hij aan de hand van gesprekken met de partijvoorzitters van de zeven partijen een globale nota zou opstellen die moest dienen als basis voor verdere onderhandelingen over een groot communautair akkoord. Op 3 januari 2011 maakte Vande Lanotte zijn globale nota over aan de onderhandelaars. Deze nota was een zestigtal bladzijden lang en bevatte vijf grote delen:
- Politieke vernieuwing
- Bevoegdheidsoverdrachten naar de regio's
- Brussel
- Brussel-Halle-Vilvoorde
- Financieringswet

Er werd op 5 januari een reactie verwacht of deze nota een goed begin is om verder te onderhandelen. Groen!, sp.a, Ecolo antwoordden op 4 januari zonder meer positief. CD&V wou "bijsturing op essentiële punten", N-VA had "fundamentele opmerkingen", cdH wenste "verbeteringen over de aanpassingen van de financieringswet, de overdracht van bevoegdheden, Brussel en BHV" (alle onderwerpen) en PS wenste "belangrijke aanpassingen om tot een evenwichtig akkoord te komen". Deze vier partijen hadden dus elk wel "fundamentele opmerkingen" en wilden graag "essentiële punten" bijsturen. Andere partijen, waaronder Vlaams Belang en de MR (allebei niet aan de onderhandelingstafel), schoten de nota af. Ook de Vlamingen in de rand waren verdeeld. Vervolgens diende Vande Lanotte op 6 januari zijn ontslag in bij de koning. Ondertussen stelde PS voor om de onderhandelingen open te stellen voor andere partijen, waarbij vooral op de liberalen werd gedoeld.

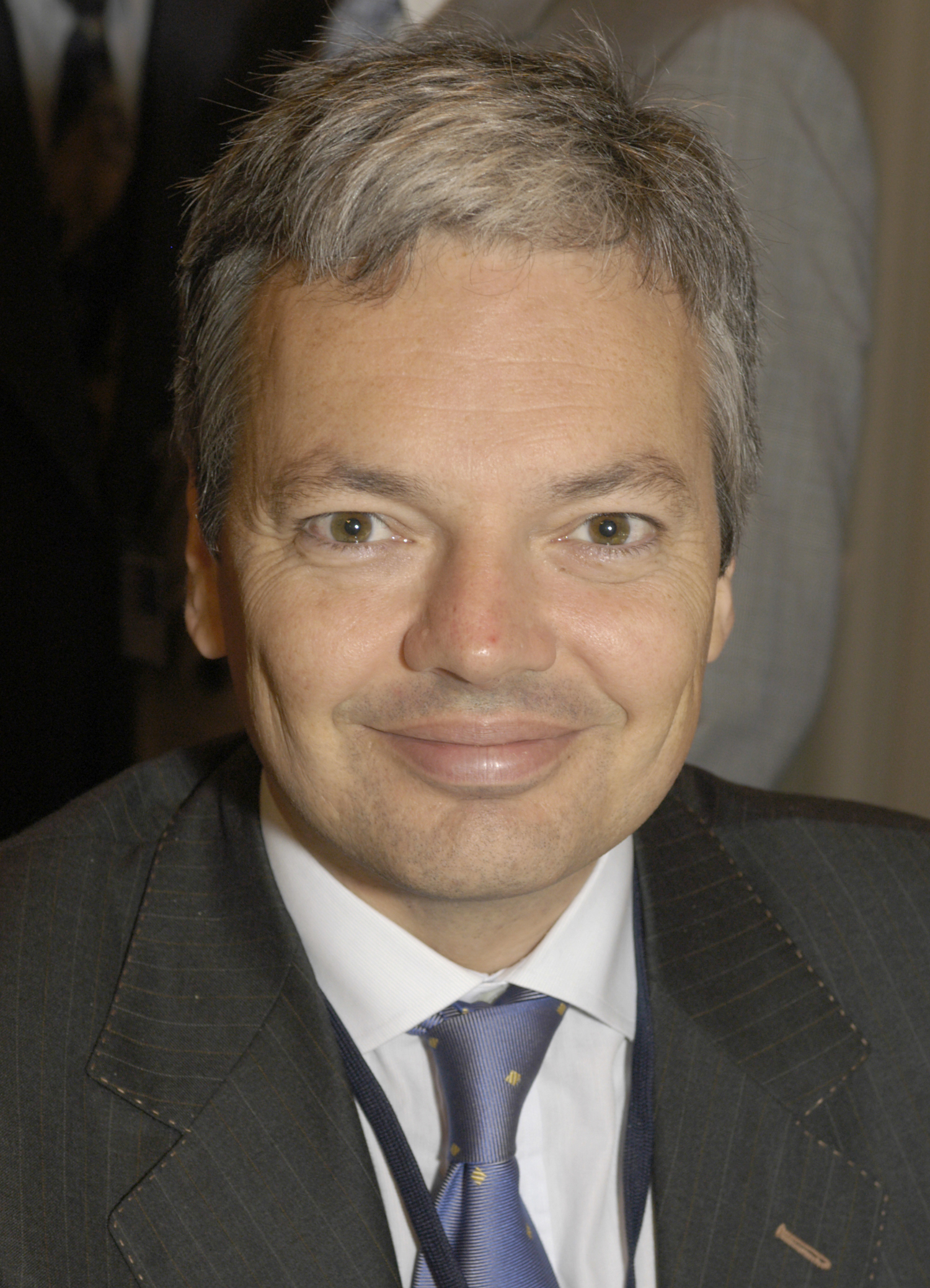
Didier Reynders

Op 11 januari 2011 werd dit ontslag door de koning niet aanvaard en werd Vande Lanotte gevraagd "elk nuttig initiatief" te nemen om tot een communautair akkoord te komen. Hij werd daar vanaf die datum expliciet in begeleid door De Wever en Di Rupo, die mee de aanpassingen aan de compromistekst dienden te begeleiden. De koning had één dag eerder ook aan ontslagnemend premier Yves Leterme gevraagd dat het ontslagnemend kabinet de begroting 2011 dusdanig zou voorbereiden teneinde "het saldo van deze begroting beter zou zijn dan wat met de Europese overheden werd overeengekomen."
Op woensdag 26 januari zag Vande Lanotte echter geen uitweg meer en hij bood definitief zijn ontslag aan bij koning Albert II. Deze willigde het verzoek van Vande Lanotte in en begon weer met consultatierondes, waarbij voor het eerst sinds de verkiezingen ook de liberale partijen werden uitgenodigd.

### Informateur Reynders (2 februari 2011 tot 1 maart 2011)
Op 2 februari 2011 stelde de koning Didier Reynders aan als informateur. Hij kreeg als opdracht de mogelijkheden voor een communautair akkoord te verkennen en kreeg daar twee weken tijd voor. Op 16 februari werd de opdracht van de informateur met twee weken verlengd. Na vier weken verkennen en vertrouwen proberen smeden tussen de onderhandelende partijen, diende Reynders op 1 maart zijn eindverslag in bij de koning zonder dichter bij een compromis te zijn geraakt. Reynders stelde voor om over te gaan naar een onderhandelingsfase met een formateur of, indien dit niet mogelijk was, een andere formule te kiezen.

### Onderhandelaar Beke (2 maart 2011 tot 16 mei 2011)

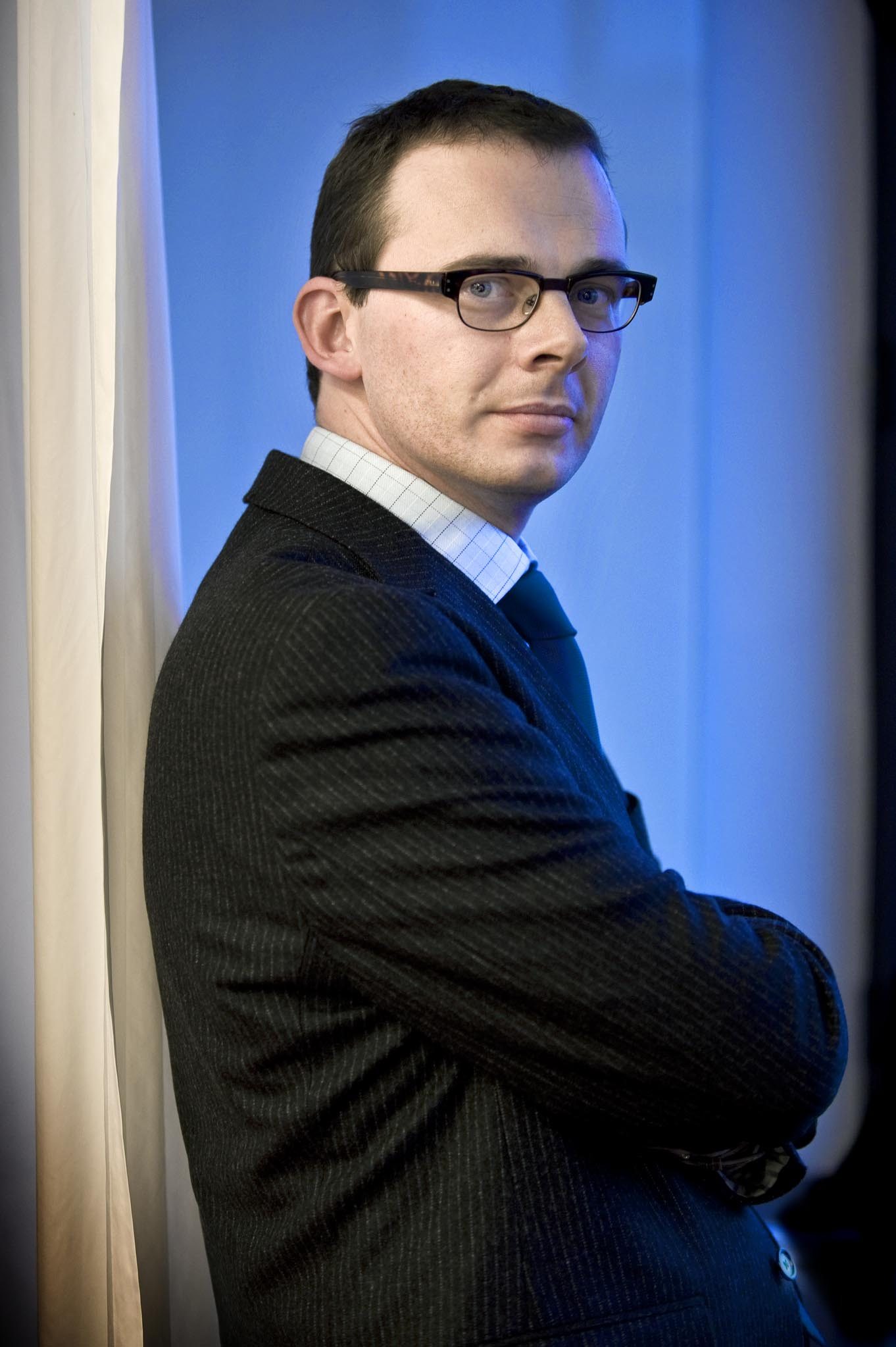
Wouter Beke

Op 2 maart 2011 gelastte de koning Wouter Beke met een onderhandelingsopdracht. Van Beke werd verwacht dat hij een akkoord over de staatshervorming zou voorbereiden, waarbij hij in de eerste plaats samenwerkte met Bart De Wever en Elio Di Rupo. Op 9 mei vond er tussen de technici van de verschillende partijen een vergadering over de financieringswet plaats, die zeer moeizaam verliep. Nadat een vergadering tussen Beke, De Wever en Di Rupo op 10 mei geen resultaat opleverde, legde Beke op 11 mei zijn eindverslag voor aan de koning. Omdat hij geen doorbraak had kunnen forceren vroeg hij de koning om van zijn opdracht ontlast te worden. De koning hield zijn antwoord enkele dagen in beraad en startte een nieuwe reeks consultaties met de partijvoorzitters, waarna Di Rupo op 16 mei 2011 gelast werd met een opdracht.

### Formateur Di Rupo (16 mei 2011 - 6 december 2011)
Op 16 mei 2011 aanvaardde Elio Di Rupo van de koning de opdracht om over te gaan tot het vormen van een nieuwe regering. Op 23 mei bracht de formateurs een reeks bilaterale gesprekken over de begroting op gang. Vervolgens presenteerde hij op 4 juli een honderd pagina's tellende formateursnota met voorstellen op het gebied van de staatshervorming, inclusief het probleem Brussel-Halle-Vilvoorde, een economisch programma met forse besparingen en hervormingen op onder meer justitie, asiel en migratie en de arbeidsmarkt.
De PS, cdH en Ecolo gingen akkoord met de nota, MR en Open Vld vonden de nota een basis om verder te onderhandelen, al waren ze het niet eens met de belastingverhogingen. N-VA verwierp op een persconferentie op 7 juli 2011 de voorstellen. CD&V had gesteld verder te willen onderhandelen op basis van de nota, echter op voorwaarde dat de N-VA dat ook zou doen. Na het "neen" van N-VA diende Di Rupo op 8 juli zijn ontslag in als formateur, maar dat werd door de koning geweigerd.
Op 15 juli 2011 maakte CD&V duidelijk dat een aantal voorstellen van Di Rupo onaanvaardbaar waren, onder meer de tekst over de splitsing van Brussel-Halle-Vilvoorde. Voorzitter Beke vroeg om terug te keren naar de voorstellen die hij uitgewerkt had toen hij onderhandelaar was. Dezelfde dag zaten de liberale, socialistische, groene en christendemocratische partijen samen om de eisen van CD&V te bespreken en de volgende dagen werden er informele contacten gehouden. Op 18 juli 2011 verklaarde MR-voorzitter Charles Michel dat de eisen van CD&V onaanvaardbaar waren. Formateur Di Rupo stelde ondertussen een ultimatum aan CD&V om uiterlijk op 21 juli te antwoorden op zijn voorstel om de vier compensaties voor de Franstaligen (de federale kieskring, de tweetalige lijsten in Brussel, de versoepeling van de taalwetgeving in Brussel en het goedkeuren van het minderhedenverdrag) in ruil voor de splitsing van BHV voorlopig buiten de onderhandelingen te houden. Al op 20 juli liet Beke weten dat CD&V onder die voorwaarden voort wilde onderhandelen. Diezelfde dag deed de koning in zijn toespraak naar aanleiding van de nationale feestdag van België nog een emotionele oproep om snel een regering te vormen. Hij waarschuwde eveneens voor het onbegrip van de bevolking dat in poujadisme zou kunnen ontsporen.
In de nacht van 21 op 22 juli werden de acht resterende partijen het eens over de werkmethode: eerst moesten BHV en de staatshervorming opgelost geraken. Daarna werd over de rest gesproken. De echte onderhandelingen werden uitgesteld tot midden augustus, door een pauze die door de koning werd gevraagd. De opdracht van Di Rupo als formateur werd hierdoor ook verlengd. De onderhandelingen werden opnieuw opgestart op 16 augustus 2011. Eerst vonden er bilaterale gesprekken plaats, waarna op 19 en 23 augustus de acht partijvoorzitters samen aan tafel zaten.

#### Communautaire akkoorden
Op 14 september 2011 werd - nog steeds binnen de formatieopdracht van Di Rupo - uiteindelijk een akkoord gevonden over Brussel-Halle-Vilvoorde: het kiesarrondissement wordt gesplitst voor de verkiezingen voor de Kamer en het Europees Parlement. De Senaat wordt hervormd: de senatoren zullen afgevaardigden van de regionale parlementen zijn, aangevuld met gecoöpteerde senatoren. Daardoor zullen dus geen rechtstreeks gekozen senatoren en Senatoren van rechtswege (koningskinderen) zetelen en is de splitsing van BHV voor de Senaat overbodig. Tegenover de eis van de Vlaamse partijen voor de splitsing staan enkele tegemoetkomingen aan de Franstalige partijen: de inwoners van de zes faciliteitengemeenten rond Brussel zullen nog steeds een dubbele kiesbrief voor Brussel en voor Vlaams-Brabant krijgen. Burgemeesters die de taalwetten niet ten volle respecteren, zullen nog steeds niet benoemd worden. Ze krijgen (na de gemeenteraadsverkiezingen in 2012) wel het aparte statuut van "dienstdoend burgemeester". In de praktijk komt het erop neer dat de "dienstdoende burgemeester" dezelfde plaats en functie krijgt als de benoemde burgemeesters in tegenstelling tot de vorige situaties waarbij de "waarnemende burgemeesters" de plaats van een schepen innam en er daardoor een schepen minder in de bewuste gemeenten zetelde. Het Vlaams Gewest blijft dus bevoegd voor het al dan niet benoemen. De niet-benoemde burgemeesters zullen wel in beroep kunnen gaan bij een tweetalige kamer van de Raad van State; nu moet dat nog bij een strikt Nederlandstalige kamer.
De eis van enkele Franstalige politici om Brussel uit te breiden, wordt niet doorgevoerd. Er komt wel een adviserende raad tussen het Brussels Hoofdstedelijk Gewest, Vlaams-Brabant en Waals-Brabant. Het FDF, dat deel uitmaakt van de mee onderhandelende MR, kan zich niet vinden in het akkoord rond BHV. Zij eisen de uitbreiding van Brussel, iets dat niet vervat zit in het akkoord dat mede door de MR werd onderhandeld. Mogelijk stapt het FDF daarom uit de MR. De drie Kamerleden van het FDF zijn mathematisch gezien echter niet nodig voor de formatie.
Op 20 september werd een voorstel gelanceerd voor de hervorming van het Brussels Hoofdstedelijk Gewest. Het voorstel kwam van een werkgroep die in het leven werd geroepen om Brussel te vereenvoudigen. De onderhandelende partijen moeten er nog een overeenkomst over bereiken. Het plan omvat onder meer het afschaffen van de functie van gouverneur. De veiligheidscoördinatie zou dan terechtkomen bij de minister-president. Bij rampen is de burgemeester verantwoordelijk, maar de minister-president zal kunnen optreden als de nood hoog is. De zes politiezones blijven behouden, maar zullen nauwer moeten samenwerken. De aanwerving en vorming van de agenten wordt herzien. Voorts zou het gewest niet langer verantwoordelijk zijn voor het schoonmaken van een aantal straten. Schoonmaken wordt in het voorstel een bevoegdheid voor de gemeentes. Qua mobiliteit zal het gewest een grotere bevoegdheid krijgen: hun plannen zullen boven die van de gemeentes staan. Die moeten zich schikken naar de plannen of ze zullen subsidies verliezen. Het parkeerbeleid zal ook herzien worden: parkeerzones, met één parkeertarief ongeacht de gemeente, zullen over de gemeentegrenzen kunnen lopen. Toerisme zou verder ook een regionale bevoegdheid worden. Ten slotte zou het aantal sociale huisvestingsmaatschappijen gehalveerd worden.
In de nacht van 23 op 24 september bereikten de onderhandelende partijen een akkoord over de financieringswet. De regio's krijgen daarin een fiscale autonomie van 10,7 miljard euro. Daarnaast komt er een bevoegdheidsoverdracht ter waarde van 17 miljard euro. Het gaat daarbij onder andere over kinderbijslag en enkele onderdelen van het beleid rond arbeidsmarkt en gezondheid. De gewesten kunnen ook beloond of gestraft worden voor hun prestaties; daarin zit ook een ecologische component. Voor Wallonië betekent de hervorming een verlies van circa 500 miljoen euro. Dit bedrag wordt gecompenseerd gedurende tien jaar. De tien jaar daarna wordt dat bedrag geleidelijk afgebouwd. Het Brussels Hoofdstedelijk Gewest krijgt na de hervorming 461 miljoen extra. Van dat bedrag zal 50 procent vrij gebruikt kunnen worden door het gewest, de andere helft zal moeten gebruikt worden voor vastgelegde posten. Het gewest zal ook zelf instaan voor de kinderbijslag van zijn inwoners.
Op 4 oktober werd een akkoord bereikt over het gerechtelijk arrondissement BHV. Het arrondissement wordt gesplitst in een Vlaams arrondissement Halle-Vilvoorde en een tweetalig arrondissement Brussel. Het akkoord omvat echter ook dat Halle-Vilvoorde voor één derde uit tweetalige magistraten moet bestaan. Vanuit Brussel worden ook een vijftal Franstalige magistraten gedetacheerd. Zij moeten wel tweetalig zijn. In Brussel worden de rechtbanken ontdubbeld in een Franstalige en Nederlandstalige rechtbank, waarbij telkens één derde van de magistraten tweetalig moet zijn. Daarnaast werd ook besloten dat als twee partijen in een burgerlijke zaak dezelfde taal spreken, ze aan de rechter kunnen vragen hun procedure in hun eigen taal te krijgen. De rechter kan zelf beslissen of hij/zij hiermee instemt. Deze maatregel geldt voor het hele land, niet alleen voor BHV.
In de nacht van 7 op 8 oktober werd het laatste deel van de communautaire onderhandelingen afgesloten. Er werd een akkoord bereikt over de verkiezingen en over bevoegdheidsoverdrachten. De legislatuur van de federale regering wordt opgetrokken van vier naar vijf jaar, wat ook voor het Europees en Vlaams Parlement het geval is. Daardoor zullen de verkiezingen van deze parlementen in principe altijd kunnen samenvallen, maar die keuze moet bepaald worden door een volgend parlement. De gemeenschappen en gewesten zullen van die datum mogen afwijken, maar alleen als dat met een tweederdemeerderheid wordt goedgekeurd in de parlementen van die instanties. Om te vermijden dat na een val van de federale regering de verkiezingen niet meer kunnen samenvallen, zal een volgende regering alleen de termijn van de vorige moeten vervolmaken. Dat het besluit over samenvallende verkiezingen pas door een volgend parlement zal worden beslist, komt doordat CD&V zich verzet tegen samenvallende verkiezingen. Voorts omvatte het akkoord dat politici geen schijnkandidaat meer zullen kunnen zijn: wie verkozen wordt, moet zijn zetel opnemen. Kandidaat-ministers zullen een toelatingsproef moeten afleggen in het parlement, net zoals Eurocommissarissen. De ministers zullen ook 5 % minder verdienen.
Een bevoegdheid die deels wordt overgeheveld naar de regio's is verkeer. Het innen van boetes, signalisatie bij werkzaamheden, de snelheidsbeperkingen op secundaire wegen en rijbewijzen en -opleidingen worden regionale bevoegdheden. Federaal blijven wel nog het verkeersreglement, snelheidsbeperkingen op autosnelwegen, de verkeersborden en het rechts rijden. Deze beslissing houdt ook een splitsing van het Belgisch Instituut voor de Verkeersveiligheid (BIVV) in. Ook werd beslist dat de brandweer en Civiele Bescherming wel federaal blijven.
Op 11 oktober 2011 stelde Di Rupo de communautaire nota publiek voor in het parlement. Twee dagen later werd beslist dat de groene partijen geen deel zullen nemen aan verdere onderhandelingen.

#### Federale akkoorden
Nadat de communautaire akkoorden bereikt waren en de twee groene partijen de onderhandeltafel verlieten, werd er verder onderhandeld over onder meer de uitstap uit de kernenergie. Er werd besloten dat de voorheen besloten kernuitstap behouden blijft, wat op kritiek kon rekenen van de oppositie en energieleverancier zelf. Er werd verder onderhandeld over begroting en besparingen. Op 31 oktober 2011 sprak Guy Vanhengel de vrees uit dat de begroting niet tijdig klaar zou zijn, nadat de Hoge Raad van Financiën een lagere groeiverwachting had voorspeld. Dezelfde dag sloten de onderhandelaars principeakkoorden over een hervorming van de NMBS. De structuur wordt vereenvoudigd en efficiënter gemaakt. Daarnaast wordt de mogelijkheid geboden aan de gewesten om spoorlijnen te financieren. De gewesten zullen ook betrokken worden bij de uitbating van het Gewestelijk ExpresNet, samen met de federale overheid. Een ander akkoord betrof de geluidsnormen voor vliegtuigen: er wordt een onafhankelijk controleorgaan opgericht en eerdere beslissingen over geluidsoverlast zullen worden uitgevoerd.

##### Begroting
Na de communautaire en federale akkoorden moest er een akkoord gevonden worden over een begroting, waarbij er in het licht van de financiële crisis forse besparingen gerealiseerd moesten worden. De onderhandelingen liepen erg stroef en op 22 november 2011 bood formateur Di Rupo zijn ontslag aan bij koning Albert, na vooral botsingen tussen de standpunten van de PS en de liberale partijen. De koning hield het ontslag in beraad. Guy Verhofstadt trad in alle discretie op als bemiddelaar tussen Open Vld en Di Rupo: hij maakte een lijstje met de punten waarop Open Vld nog veranderingen wou. In de week die volgende steeg de rente die België moet betalen wanneer het leent tot bijna zes procent en groeide er een consensus bij waarnemers dat er dringend een akkoord moest gevonden worden. De onderhandelingen werden hervat en op 26 november 2011 werd er een akkoord gevonden. Intussen had kredietbeoordelaar Standard & Poor's de kredietwaardigheid van België verlaagd van AA+ naar AA. Het gemaakte akkoord houdt in dat het tekort in 2012 verminderd wordt door een combinatie van 42% besparingen, 34% belastingen en 24% diverse maatregelen. Tegen 2014 zouden de budgettairen inspanningen bestaan uit 53% besparingen en 28% belastingen. In 2015 zou er dan een begroting in evenwicht moeten zijn.
Enkele geplande maatregelen:
- De minimale pensioenleeftijd wordt opgetrokken van 60 tot 62 jaar. Vervroegd pensioen zal pas kunnen na 40 jaar werken. Na 65 jaar werken wordt gemakkelijker.
- Er moet worden bespaard bij defensie, de NMBS en bpost. De bedragen voor dotaties en ontwikkelingssamenwerking worden bevroren.
- De uitgaven voor gezondheidszorg dalen.
- Schoolverlaters krijgen minder snel een wachtuitkering. Die wordt hervormd tot een "beroepsinschakeltijd". Werkloosheidsuitkeringen worden bij langdurige werkloosheid lager. Tijdskrediet en loopbaanonderbreking wordt strenger gemaakt.
- Roerende voorheffing op interesten en dividenden worden opgetrokken tot 21%.
- Bedrijfswagens worden belast op basis van milieu-impact en aankoopwaarde. Premies voor milieuvriendelijkere wagen verdwijnen.
- De taks op betaaltelevisie en digitale televisie wordt verhoogd, accijnzen op alcoholische dranken (behalve bier en wijn) en tabak worden eveneens opgetrokken.
- Verhoogde strijd op fiscale en sociale fraude.
- Verhoogde nucleaire rente en bankentaks.
- Btw op notarissen en gerechtsdeurwaarders stijgt tot 21%.
- Dienstencheques worden duurder.

Er wordt niet geraakt aan de index, hoewel dat ook aan bod kwam tijdens de onderhandelingen.

##### Asiel en migratie
Op 28 november 2011 werd een akkoord bereikt over asiel en migratie. Er komt één minister voor deze bevoegdheden. Asielprocedures zouden volgens dit akkoord gemiddeld maar zes maanden meer mogen duren, voor "veilige landen" zelfs maar 15 dagen. Het beleid rond terugkeer en gezinshereniging en de snel-Belgwet worden strenger en een inburgeringscursus wordt verplicht. Schijnhuwelijken, mensenhandel en fraude zullen steviger bestreden worden. Ook de spreiding van asielzoekers wordt aangepast: gemeenten zullen verplicht worden om opvang te organiseren.

#### Afronding en goedkeuring
Na het akkoord over asiel en migratie werden nog wat kleinere dossiers aangepakt en werd het regeerakkoord afgerond. Op 1 december 2011 werd het voorgesteld aan de koning. In het weekend van 4 en 5 december keurden alle partijen die in de regering Di Rupo I zetelen hun regeringsdeelname goed.

#### Verdeling van ministerportefeuilles
Op dinsdag 6 december 2011 legde de regering-Di Rupo, bestaande uit 13 ministers en 6 staatssecretarissen, de eed af. Hiermee kwam er na 541 dagen een einde aan de regeringsformatie.